# Клягин, Константин Иванович
Константин Иванович Клягин (30 мая 1894, Воронеж — 12 ноября 1942, лагерь «Шталаг 336», Каунас, Литва) — русский советский писатель, член Союза писателей СССР (1934). Во время Великой Отечественной войны — ротный «писательской роты», погиб в плену.

## Биография
Родился 30 мая 1894 года в Воронеже, сын воронежского самобытного поэта И. В. Клягина.
Участник Первой мировой войны, во время Гражданской войны занимал командные должности в Красной Армии.
Позднее жил и учился в Москве.
Работал в военно-научной редакции Госвоениздата, редактором журнала «Красноармеец», Госиздате и других организациях.
С середины 1920-х годов печатался как прозаик, в 1934 году был принят в члены Союза писателей СССР.
С первых дней Великой Отечественной войны вступил в московское ополчение — старший лейтенант, ротный «писательской роты» 1299 стрелкового полка 8-й Московской стрелковой дивизии народного ополчения, а после её переформирования в кадровую дивизию — 22 стрелкового полка 8-й стрелковой дивизии.
Обычно указывается, что погиб в бою осенью 1941 года. Однако под данным ОБД «Память народа» был пленён под Вязьмой 7 октября 1941 года, находился в лагере «Шталаг 336» (г. Каунас, Литва) — там погиб 12 ноября 1942 года.

## Память
Имя Константина Клягина высечено на мемориальной доске в московском Центральном доме литераторов.

## Творчество
Литературной деятельностью занимался с 1923 года. Автор рассказов: «Мужичий суд», «Кровь бунтарская», «Военком Янов» и других, романа «Мамаевцы» (1933), а также рассказов для детей, выходивших в серии «Библиотечка журнала „Дружные ребята“». Произведения, а также стихи печатались в газетах, журналах и литературных сборниках.
Рассказы «Махмед», «В сумятицу», «Брат», «Комбат три», «Ваняткина курочка» переведены на белорусский язык и печатались в газетах «Правда красноармейская» и «Белорусский пионер», а рассказы «Брат», «Не выгорело» переведены на польский язык, печатались в польской газете «Голос молодёжи».
Библиография:
- Мужичий суд: Рассказ / Рис. и обл. Л. Ушакова. — Москва: Государственное военное издательство, 1925. — 34 с.
- Кровь бунтарская: Рассказы / Рис. и обл. Л. Ушакова. — Москва: Государственное военное издательство, 1925. — 42 с.
- Военком Янов: Рассказ / Рис. Н. Атабекова. — Москва: Государственное военное издательство, 1925. — 23 с.
- Комбат три: Рассказ / Рис. Н. Атабекова. — Москва: Государственное военное издательство, 1925. — 32 с.
- Ваняткина курочка: Рассказ для детей / Рис. П. Староносова. — Москва: Крестьянская газета, 1927. — 31 с. — (Библиотечка журнала «Дружные ребята»)
- Ваняткина курочка: Рассказ / Рис. художника В. Бордиченко. — Москва: Крестьянская газета, 1929. — 30 с. — (Библиотечка журнала «Дружные ребята»)
- В сумятицу: Рассказ. — Москва: Молодая гвардия, 1928. — 13 с.
- Брат: Рассказ. — Москва: Молодая гвардия, 1928. — 14 с.
- Горбун: Повесть. — Москва: Федерация, 1930. — 202 с.
- Несуразная; Бабушкино горе: Рассказы для детей / Рис. худож. М. Пикова. — Москва: Крестьянская газета, 1930. — 30 с. — (Библиотечка журнала «Дружные ребята»)
- Незаметные: Сборник рассказов / Обл. худож. Шестопаловой. — Москва; Ленинград: Госиздат, 1930. — 78 с.
- Мамаевцы: Роман / Обл.: Л. Мюльгаупт. — Москва: Московское товарищество писателей, 1933. — 184 с.